# Aurantiosporium subnitens
Aurantiosporium subnitens är en svampart som först beskrevs av J. Schröt. & Henn., och fick sitt nu gällande namn av M. Piepenbr., Vánky & Oberw. 1996. Aurantiosporium subnitens ingår i släktet Aurantiosporium och familjen Ustilentylomataceae.   Inga underarter finns listade i Catalogue of Life.